# Phyllanthera sumatrana
Phyllanthera sumatrana är en oleanderväxtart som först beskrevs av Carl Ludwig von Blume, och fick sitt nu gällande namn av Venter. Phyllanthera sumatrana ingår i släktet Phyllanthera och familjen oleanderväxter. Inga underarter finns listade i Catalogue of Life.